# Budkî-Kameanski, Rokîtne
Budkî-Kameanski (în ucraineană Будки-Кам'янські) este un sat în comuna Kameane din raionul Rokîtne, regiunea Rivne, Ucraina.

## Demografie
Componența lingvistică a localității Budkî-Kameanski
     Ucraineană (97,27%)
     Belarusă (2,73%)
Conform recensământului din 2001, majoritatea populației localității Budkî-Kameanski era vorbitoare de ucraineană (97,27%), existând în minoritate și vorbitori de belarusă (2,73%).